# 前列蜆蝶
前列蜆蝶（Harlequin Metalmark，學名：Praetaxila segecia），是屬於蜆蝶科古蜆蝶亞科的一種蝴蝶，是前列蜆蝶屬的模式種。分佈於新畿內亞和澳大利亞，也是唯一一種出現於澳洲的蜆蝶。

## 外型
前翅有一道白色闊紋。雄蝶展翅寬42毫米，雌蝶寬45毫米。

## 習性
成蟲活躍於早上至下午初期。會在地面的遮陰範圍迅速飛行，有時又會在陽光照射的地方飛舞，或是沿著森林中的小徑飛行。喜愛長時間逗留在地面的樹葉或矮權木上。一年多代，幼蟲的寄主為一種密花樹屬植物（Rapanea porosa）。

## 生境
生活於熱帶雨林，特別是在其寄主植物大量分佈並生長至達10米高的林區。

## 亞種

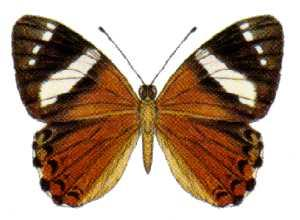
P. s. punctaria

- P. s. segecia（指名亞種）－分佈於印尼阿魯群島
- P. s. punctaria (Fruhstorfer, 1904) －分佈於昆士蘭北部的約克角半島和寇恩市（英语：Coen, Queensland）
- P. s. cariya Fruhstorfer, 1904 －分佈於新畿內亞西部山區
- P. s. yaniya Fruhstorfer, 1904 －分佈於新畿內亞（Aroa River（英语：Aroa River (Papua New Guinea)）、Yule Island（英语：Yule Island））

## 腳註
1. ↑  Braby, Michael F. . CSIRO Publishing. 2004: 174. ISBN 0643090274.

## 外部連結
- 维基共享资源上的相關多媒體資源：前列蜆蝶
- Praetaxila segecia Hewitson, 1860 （页面存档备份，存于） - Catalogue of Life （英文）
- Praetaxila segecia （页面存档备份，存于） - funet.fi
- Praetaxila segecia （页面存档备份，存于） - Caterpillars and the Biology of Australian Lepidoptera （英文）